# Troistedt
Troistedt är en ortsteil i staden Grammetal i Landkreis Weimarer Land i förbundslandet Thüringen i Tyskland. Troistedt var en kommun fram till den 31 december 2019 när den uppgick i Grammetal. Kommunen Troistedt hade 188 invånare 2019.